# Ray Sefo

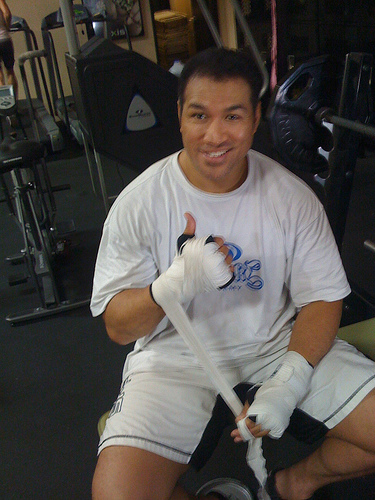
Ray Sefo

Ray Sefo (* 15. Februar 1971 in Auckland) ist neuseeländischer Kampfsportler.

## Sportlicher Werdegang
Sefo lernte als Jugendlicher die chinesische Kampfkunst Wing Chun. Später verschrieb sich Ray Sefo dem Muay Thai, welches er von der Kampfsportlegende Kiosot erlernte. Sefo blieb als Amateur im Kickboxen ungeschlagen. Als Profi kämpfte er vor allem in Europa und den USA. Dort machte sich Sefo nach Siegen über Andre Manaart, Kirkwood Walker und Michael McDonald schnell einen Namen. 1997 gelang ihm sein größter Erfolg mit dem Gewinn des WKBA World Heavyweight Championship.
Zwischen 1994 und 2001 bestritt Sefo außerdem sporadisch professionelle Boxkämpfe, zuletzt im September 2001, als er durch einen Erstrunden-K.o. verlor.
1996 trat Ray Sefo erstmals im K-1 an. Sein Debüt verlor er jedoch gegen Ernesto Hoost. In den folgenden Jahren bezwang er zahlreiche namhafte Gegner wie Mark Hunt, Peter Aerts, Bob Sapp oder Jérôme Le Banner. Sein größter Erfolg im K-1 war das Erreichen der Endrunde des K-1 World Grand Prix 2000. Dort unterlag er Ernesto Hoost.
Sefo trainiert bei Xtreme Couture Mixed Martial Arts.

## Titel
- New Zealand Heavyweight Champion '90
- New Zealand Cruiserweight Champion '91
- South Pacific Cruiserweight Champion '92
- Hong Kong Lightheavyweight Champion '93
- ISKA World Lightcruiserweight Champion '95
- ISKA World Oriental Cruiserweight Champion '96
- WKBA World Heavyweight Champion '97